# Einband-Weltmeisterschaft 1978

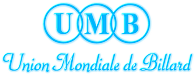
Logo UMB (ausrichtender Verband)

Veranstaltungsort: Brügge

Die Einband-Weltmeisterschaft 1978 war das neunte Turnier in dieser Disziplin des Karambolagebillards und fand vom 20. bis zum 24. April 1978 in Brügge, in der belgischen Provinz Westflandern, statt. Es war die vierte Einband-Weltmeisterschaft in Belgien.

## Geschichte
Der dritte Einband Erfolg in Serie gelang dem Belgier Raymond Ceulemans. Wieder einmal ungeschlagen wurde er Weltmeister. Für das Highlight dieser Meisterschaft sorgte aber ein Franzose. Francis Connesson verbesserte zwei Weltrekorde, die beide von Belgiern gehalten wurden. Im besten Einzeldurchschnitt (BED) verbesserte er den Rekord von Ceulemans und Ludo Dielis von 28,57 auf 66,66. Den von Dielis gehaltenen Weltrekord  in der Höchstserie (HS) verbesserte er von 168 auf 199. Beide Rekorde erzielte er in der Partie gegen Johann Scherz der Dritter wurde und für Österreich die sechste Medaille bei einer Einband-Weltmeisterschaft holte.

## Modus
Gespielt wurde in einer Finalrunde „Jeder gegen Jeden“ bis 200 Punkte.

## Abschlusstabelle

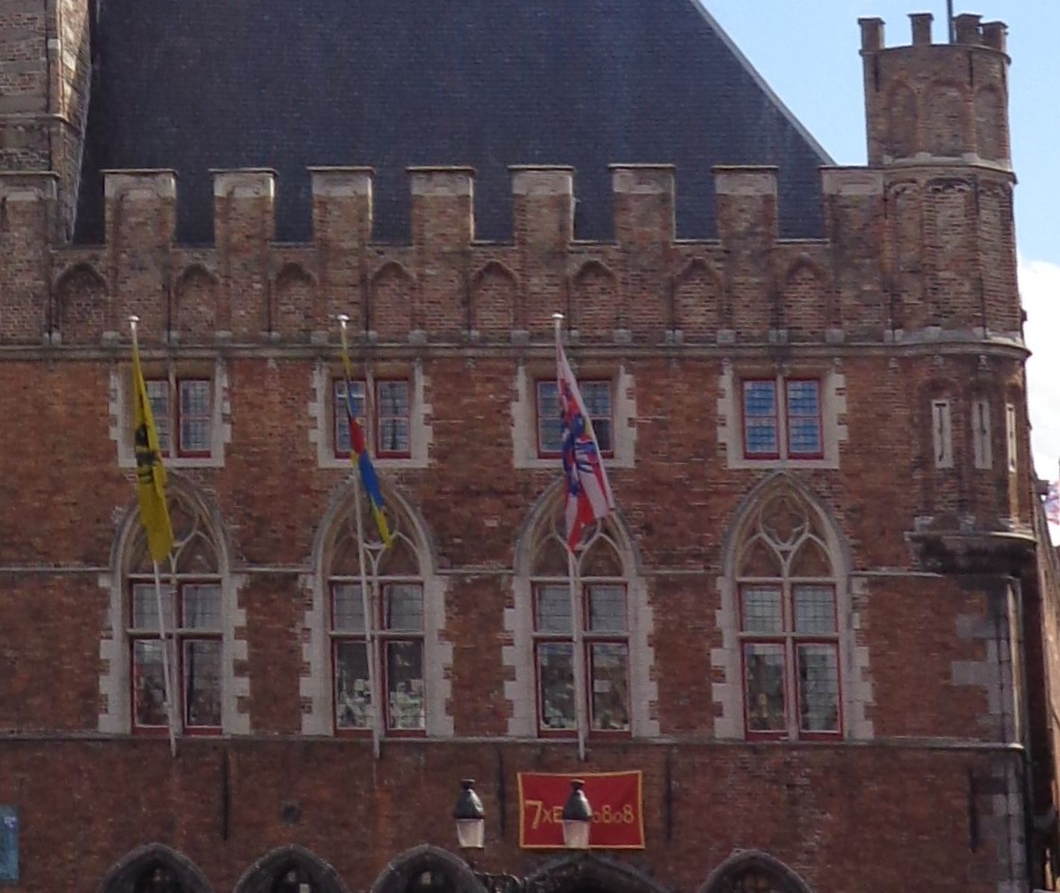
Halle van 't Belfort

| MP    | Match Points (Sieger = 2; Unentschieden = 1; Verlierer = 0) |
| Pkte. | Erzielte Karambolagen                                       |
| Aufn. | Benötigte Versuche                                          |
| GD    | Generaldurchschnitt                                         |
| BED   | Bester Einzeldurchschnitt eines Spielers                    |
| HS    | Höchstserie                                                 |
|       | Bester GD des Turniers                                      |
|       | Bester ED des Turniers                                      |
|       | Beste HS des Turniers                                       |
|       | 1. Platz (Gold)                                             |
|       | 2. Platz (Silber)                                           |
|       | 3. Platz (Bronze)                                           |

| Platz                     | Name              | MP   | Pkte | Aufn. | GD    | BED   | HS  |
| ------------------------- | ----------------- | ---- | ---- | ----- | ----- | ----- | --- |
| 1                         | Raymond Ceulemans | 14:0 | 1400 | 109   | 12,84 | 22,22 | 102 |
| 2                         | Francis Connesson | 12:2 | 1342 | 108   | 12,42 | 66,66 | 199 |
| 3                         | Johann Scherz     | 8:6  | 1096 | 147   | 7,45  | 11,76 | 56  |
| 4                         | Ludo Dielis       | 6:8  | 1338 | 131   | 10,21 | 18,18 | 79  |
| 5                         | Nobuaki Kobayashi | 4:10 | 134  | 125   | 9,07  | 12,50 | 71  |
| 6                         | Dieter Müller     | 4:10 | 1079 | 130   | 8,30  | 11,11 | 68  |
| 7                         | Osvaldo Berardi   | 4:10 | 985  | 149   | 6,61  | 9,09  | 40  |
| 8                         | Javier Arenaza    | 4:10 | 900  | 153   | 5,88  | 9,52  | 85  |
| Turnierdurchschnitt: 8,81 |                   |      |      |       |       |       |     |